# Trace au sol
La trace au sol d'un satellite artificiel est une ligne imaginaire constituée par l'ensemble des points situés sur une verticale qui passe par le centre de l'astre céleste autour duquel tourne le satellite et par ce dernier.
La trace permet de déterminer les lieux de visibilité du satellite depuis le sol, et, à l'inverse, de déterminer les morceaux de surface couverts par le satellite.

## Caractéristiques et propriétés

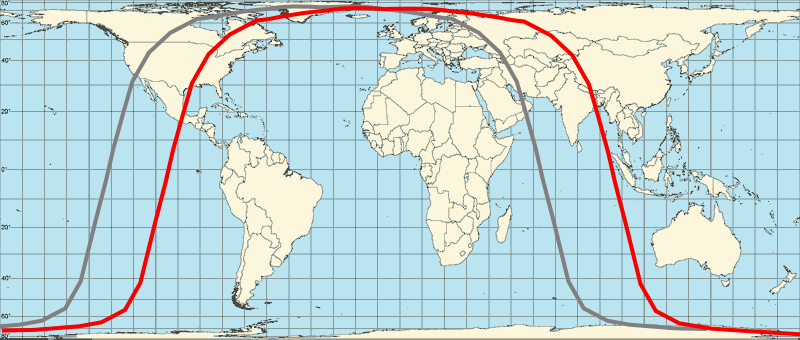
Trace au sol du satellite ENVISAT (ESA), orbite polaire

La trace est influencée par la latitude et l'altitude du satellite. De plus, sous les effets combinés de la rotation terrestre et du déplacement du satellite, la trace subit une déviation vers l'ouest par rapport à la trajectoire. Cette déviation est nulle aux pôles, mais elle est maximale quand le satellite survole l'équateur ou quand il orbite à très haute altitude.
La trace au sol d'un satellite géostationnaire est un point situé sur l'équateur,.

## Types de traces
Les traces sont dites :

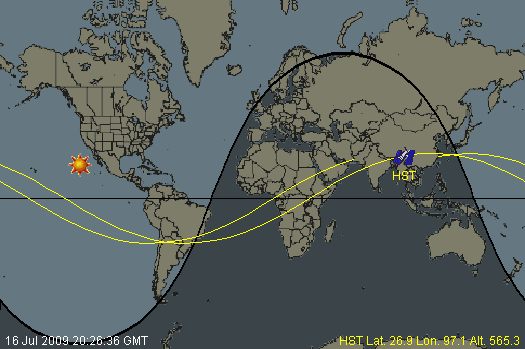
Cette trace, du satellite Hubble, montre également l'emplacement du soleil et les zones de jour.

- rétrograde si elles se dirigent vers des méridiens de plus en plus occidentaux (sens inverse de la rotation terrestre) ;
- directe si elles se dirigent vers des méridiens de plus en plus orientaux (sens inverse de la trace rétrograde).

On peut couper les traces en trajectoires, qui sont appelées :
- ascendantes si elles coupent l'équateur du sud au nord ;
- descendantes si elles coupent l'équateur du nord au sud (sens inverse de la trace ascendante) ;

## Empreinte orbitale
Les satellites en orbite basse n'ont qu'une « vue » réduite sur la surface de la Terre. Cette partie visible est nommée empreinte orbitale.
Le calcul de cette empreinte est utile notamment pour les satellites d'observation et de surveillance. Ils peuvent ainsi être placés à une altitude sur laquelle les empreintes du satellite se chevaucheront légèrement à chaque orbite, permettant une observation de toute la surface terrestre en une journée.

## Illustrations
| Description         | Trace au sol |
| ------------------- | --- |
| Orbite géosynchrone | |
|                     | Trace au sol d'une orbite terrestre géosynchrone ayant une inclinaison de 45° et une excentricité de 0.09.                                                                         |
|                     | Traces au sol de deux orbites terrestres géosynchrones d’excentricité nulle, et ayant une inclinaison de 30° ou de 63,4°. Si l'inclinaison est de 0° la trace au sol est un point. |
| Autre orbite haute  | |
|                     | Trace au sol d'une orbite de Molnia. |